# Isabella Arrigoni
Isabella Arrigoni (Busto Arsizio, 12 febbraio 1979) è una conduttrice televisiva italiana.

## Biografia
Ex nuotatrice a livello agonistico, prima di lavorare come conduttrice televisiva italiana, Isabella Arrigoni ha partecipato a numerose campagne pubblicitarie, fra cui si ricordano quelle per gli snack Duplo e Fiesta Ferrero, per la Bauli e per la Coca Cola.
Esordisce in televisione nel 2005 con Random, programma per ragazzi di Rai 2, per poi passare al satellitare Disney Channel dove conduce diversi programmi (Prime Time, Zone da Ridere, Live Zone, Scooter, Disney Channel Live, Life Bites ed altri).
Da ottobre 2008 è il principale volto femminile della stagione 2008/09 e 2009/10 di Trebisonda, programma televisivo per ragazzi in onda su Rai 3 dalle 16:10 alle 17:00. Nel 2010 è una delle conduttrici di The Singing Office, programma del canale digitale Cielo.
È sposata con il giornalista e conduttore sportivo Marco Cattaneo.